# Euxoa leucopterota
Euxoa leucopterota là một loài bướm đêm trong họ Noctuidae.